# Luke DeVere
Luke DeVere (Melbourne, 5 novembre 1989) è un ex calciatore australiano, di ruolo difensore.

## Carriera

### Nazionale
Nel 2009 ha partecipato al campionato mondiale di calcio Under-20 2009 svoltosi in Egitto.